# Casa Museo Juan de Castellanos
La casa de Juan de Castellanos, es una casa museo situada en el centro de la ciudad de Tunja y hace parte de su patrimonio histórico. Esta casa perteneció, en realidad, a don Domingo de Aguirre, aunque en ella habitó y murió el poeta. En su casa, la población de la ciudad dejaba sus carruajes cuando asistían a la catedral. La casa se encuentra situada sobre la antigua calle Real. 
Actualmente de ella sólo queda una parte ocupada por un archivo departamental. El principal atractivo de la casa son las curiosas pinturas que decoran su techo y representan figuras mitológicas, zoológicos y escenas de caza, elefantes, rinocerontes entre otros diversos animales, Infortunadamente la única de sus salas que mantiene sus frescos restaurados por el First National City Bank, permanece cerrada bajo llave. Dentro de la casa se conservó una importante biblioteca que constituyó el primer cenáculo literario del Nuevo Reino de Granada.